# Système éducatif au Burkina Faso
L'éducation au Burkina Faso, ou système éducatif burkinabè, concerne l'ensemble des institutions publiques et privées du Burkina Faso ayant pour fonction d'assurer et de développer le système éducatif sur l'ensemble du territoire national.
Le système scolaire burkinabè est en majorité public, laïc,  et il est obligatoire de l'âge de 6 ans jusqu'à 16 ans.

## Historique

### Période pré-coloniale
Il ne nous est parvenu que peu de traces de l'environnement d'apprentissage à l'époque pré-coloniale au Burkina Faso. Nous pouvons développer ici que la base orale de la transmission du savoir contribue en grande partie au manque de ressources sur le sujet à présent. 
En outre, le fait que le territoire ait été divisé en plusieurs royaumes (notamment Gurma, Mossi, Gwiriko et Liptako) avec des langues et des enseignements oraux différents d'un groupe à l'autre, a empêché un système éducatif unitaire de se construire dans ce territoire morcelé.
L'utilisation de contes à des fins éducatives sur le territoire peut être noté comme un des éléments importants de l'enseignement oral de toute la région du centre-ouest africain, dont le Burkina, à l'époque pré-coloniale.
Enfin, l'Islam, élément important de la culture de certains royaumes burkinabè (par exemple Mossi) à partir du VIIIe siècle, aurait pu tenir un rôle dans l'éducation écrite et orale d'une partie de la population, à travers les médersas. Là aussi, trop peu de sources existent pour confirmer cette hypothèse à une échelle suffisante.

### Début du XXe siècle
Des écoles ouvrirent à Léo et à Koury en 1900; à Dori en mai 1901; à Gaoua au début de l’année 1902 et à Tenkodogo en 1903. L’implantation de ces écoles était essentiellement le fait de militaires qui en assuraient la direction avec l’aide de quelques interprètes. 
L’arrivée d’un personnel enseignant qualifié fit progressivement disparaître ces « écoles de poste » au profit d'écoles de village et d'écoles de région. Les écoles de Bobo-Dioulasso, Ouagadougou, Ouahigouya, Boromo et de Banfora reçurent ainsi leurs premiers instituteurs européens respectivement en 1904, 1907, 1911, 1913. 
Les missionnaires (catholiques), quant à eux, s'étaient principalement installés sur le territoire de la Haute-Volta depuis les années 1900 et s'intéressaient à ce système éducatif comme moyen d’éducation mais surtout d’évangélisation. Le Dr Compaoré ajoute à ce sujet:

« À Koupéla, les Pères Blancs organisèrent une école dès leur installation en 1900. Cette collaboration entre l’administration et la mission catholique allait être de courte durée, puisque les grands débats menés en métropole autour de la laïcité aboutissent en 1904 à l’adoption, par la Chambre des députés, de lois consacrant la séparation de l’Église et de l’État »

### Après 1932
L’école primaire supérieure de Ouagadougou fut fermée à la suite de la dislocation de la colonie de Haute-Volta le 5 septembre 1932. 
À la faveur de la réorganisation de l’enseignement au lendemain de la Conférence de Brazzaville, le système scolaire semble s’orienter vers des objectifs plus neutres visant à instruire plus généralement les jeunes gens et à leur procurer les bagages nécessaires pour participer au développement de leurs territoires.
À partir de 1945, la distinction entre les écoles préparatoires, élémentaires et régionales disparait et celles-ci prennent toutes l’appellation d’« écoles primaires » et conduisent au certificat d’études primaires élémentaires (CEPE).
À sa reconstitution en 1947, le territoire de Haute-Volta (quasi équivalent au Burkina Faso actuel) hérite donc d'établissements scolaires de Côte-d’Ivoire, du Soudan français et du Niger, soit: 79 écoles primaires mixtes dont 20 privées, 10 écoles de filles dont 7 privées, 3 collèges modernes et 2 cours normaux, dont un privé. Tous ces établissements réunissaient un total de 8 355 élèves représentant un taux de scolarisation de 2% et étaient organisées autour des circonscriptions de Ouagadougou et de Bobo-Dioulasso.
En 1944 le cours normal privé catholique de Toussiana fut ouvert, puis en 1945, des cours normaux publics furent créés à Koudougou, puis à Ouahigouya (1948), Ouagadougou (1952) qui permirent de former sur place des maîtres d'école, réduisant la pénurie de personnel. 
En 1948, la Haute Volta comptait 63 écoles publiques et 22 écoles privées.
En 1960, soit seulement douze ans plus tard, le territoire possédait 224 écoles publiques et 130 écoles privées.

### Après 1966
Depuis l'indépendance du pays, le système scolaire n'a cessé de se construire avec une certaine stabilité, mais aussi avec une lenteur et des sous-investissements notables.
Le 17 octobre 1986, dans son appel de Gaoua, le président Sankara relève: 

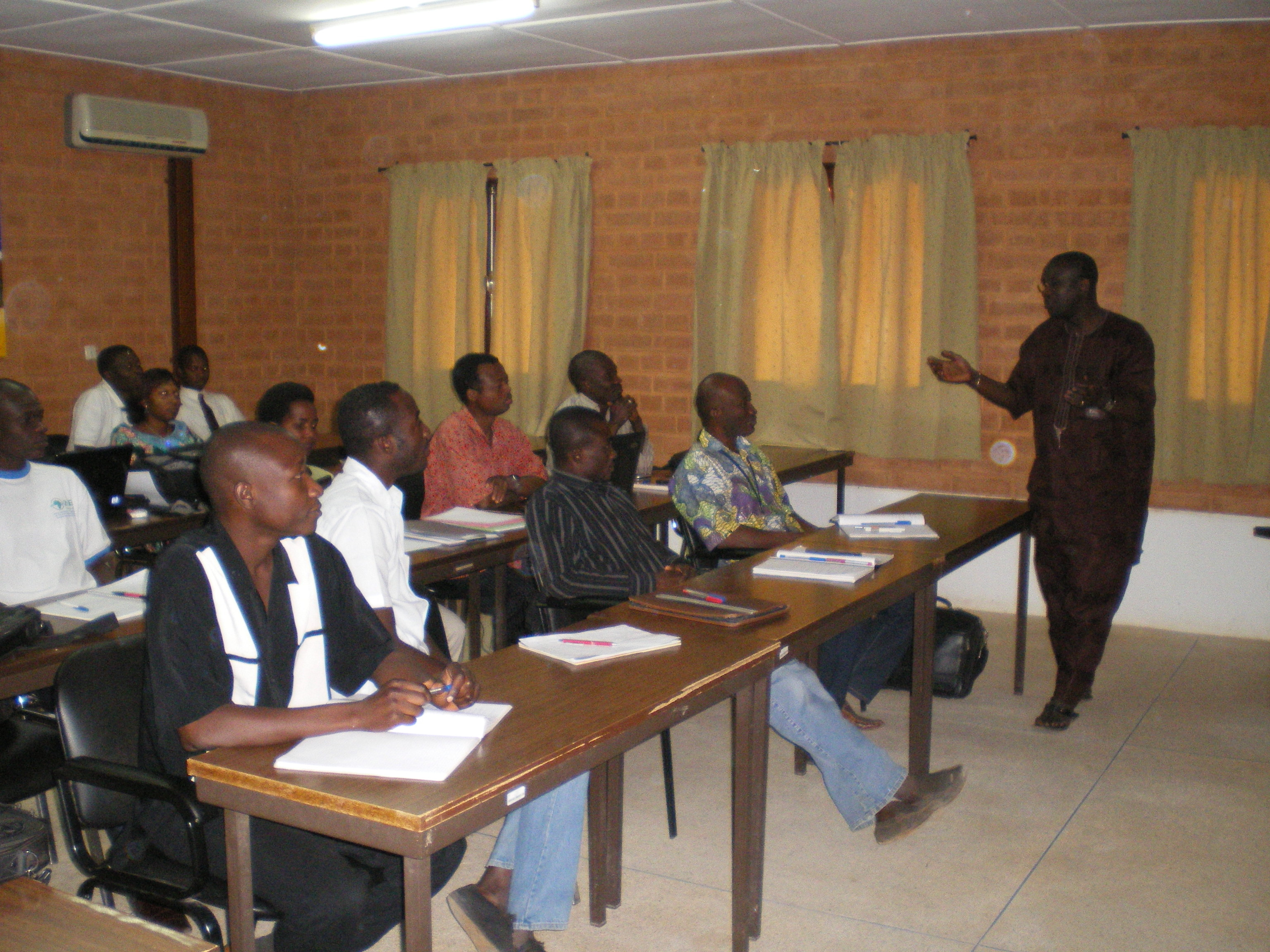
Des étudiants en Master

« L’homme est la machine la plus complexe la plus performante du monde, qui dispose d’un centre pluridimensionnel autonome et personnel de commandement, de conception, de stimulation et de régulation qui s’appelle la conscience. L’homme, c’est aussi le génie le plus apte à l’organisation. C’est pourquoi, malgré des moyens pédagogiques insignifiants et une définition non achevée du type d’école, la qualité des hommes, conséquence de leur degré de conscience, peut être un palliatif autorisant des résultats forts brillants. A l’inverse, abondance de moyens et affinement de la théorie éducative sans cependant des hommes consciencieux ne sont que ruine de la société »

### Depuis 2000
L'enseignement au Burkina est maintenant régi par la loi 013-2007-AN du 30 juillet 2007 portant loi d'orientation de l'éducation. Elle stipule notamment que: « Les langues d'enseignement utilisées au Burkina Faso sont le français et les langues nationales aussi bien dans la pratique pédagogique que dans les évaluations ».
Le décret n° 2008-681/ PRES/ PMlMESSRS/ MEBAlMASSN/ MJE du 3 novembre 2009 portant adoption de la lettre de politique éducative fut ajouté pour mieux structurer et encadrer légalement le système éducatif, notamment en ce qui concerne les types d'éducation non-formelle (traditionnelle, péri-scolaire et extra-scolaire).
En 2017 cependant, l'absence de prise en compte des revendications du professorat par le gouvernement a provoqué un mouvement général de grève d'une partie du corps enseignant (arrêt des planifications d'examens et des corrections pendant 3 mois). Entraînant par là une contre-manifestation de certains étudiants, par crainte d'une « année blanche », sans résultats scolaires.

## Enseignement primaire
Le taux de scolarisation dans le primaire est passé de 60% au début des années 2000 à 88% en 2019.
Depuis les années 2000, des multinationales s'intéressent à la prise d'intérêt dans le système éducatif au Burkina.
Ainsi, Nestlé a bâti un programme pilote « d'éducation nutritionnelle, d'hygiène et d'activité physique » dans trois écoles primaires, en partenariat avec le Ministère de l’éducation nationale et de l’alphabétisation (MENA) et avec la collaboration du Centre de recherche en sciences biologiques, alimentaires et nutritionnel (CRSBAN) de l’Université de Ouagadougou. Dans ce cadre, des infrastructures réalisées par la firme ont fait l’objet d’une remise officielle le 19 juillet 2018. Notamment dans l’école primaire d’Arbollé dans la province du Passoré. 
Ce type de partenariat venant souvent combler un manque d'investissement public sur l'enseignement, la pratique sportive ou l'hygiène, la multiplication de programmes d'intérêt privé comme celui-ci peut poser certaines questions quant aux intentions réelles de ces multinationales; en effet, un système scolaire faiblement doté par la puissance publique pourrait donner, à terme, un pouvoir d'influence à des compagnies sur le contenu même du programme scolaire public à l'échelle nationale.

École primaire à Ouazellé
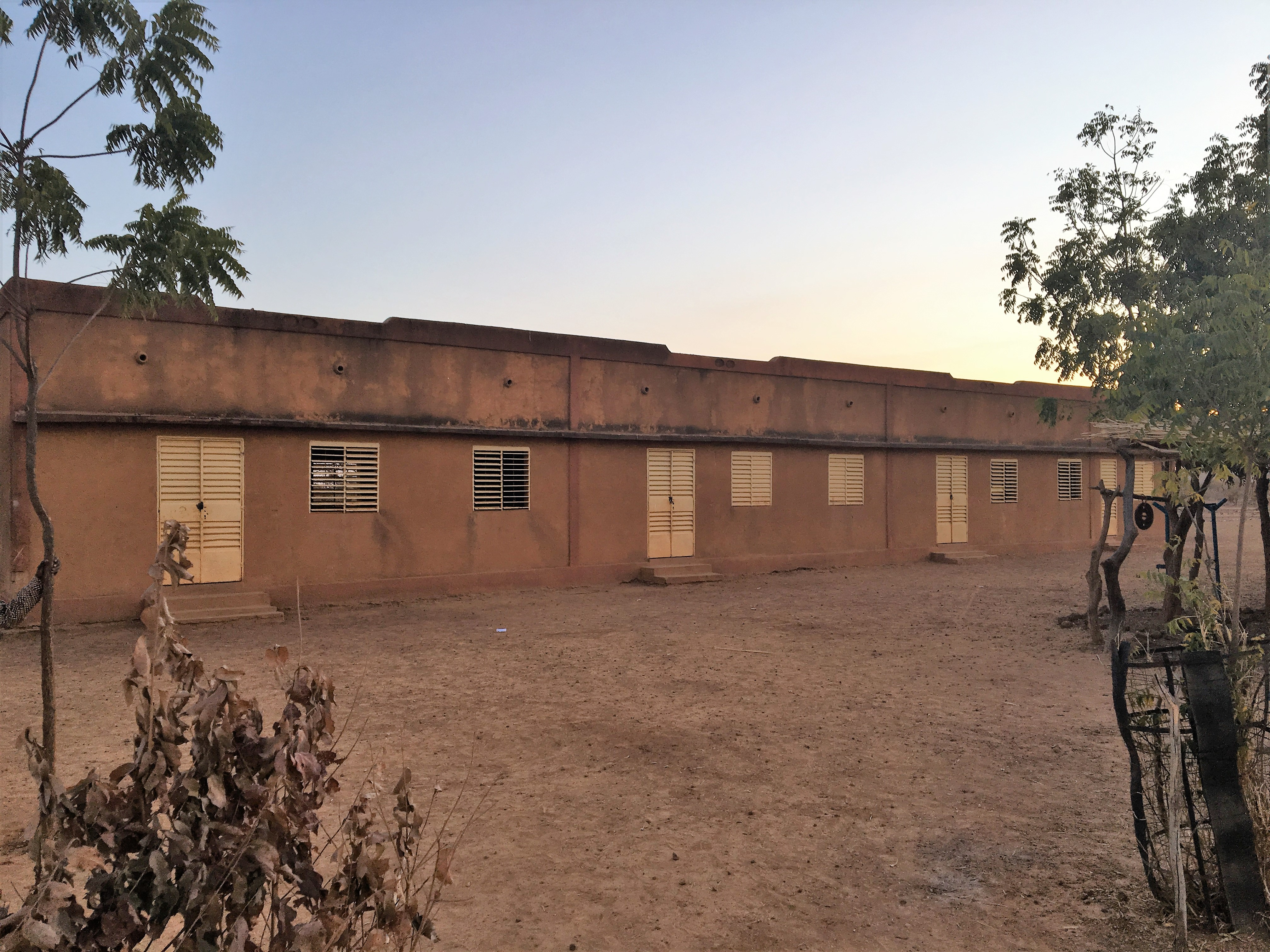
École primaire de Bogonam Mossi
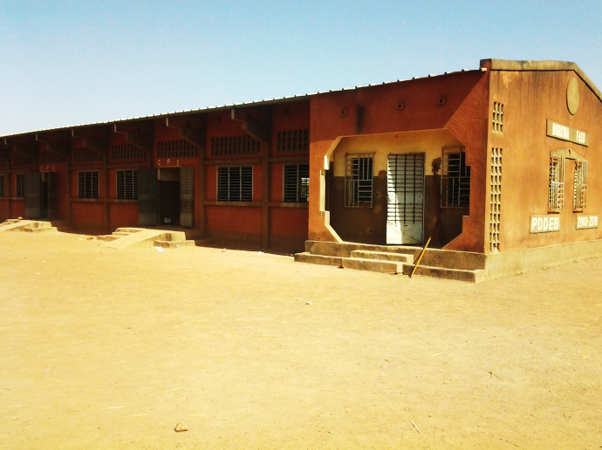
L’école primaire publique de Youlou
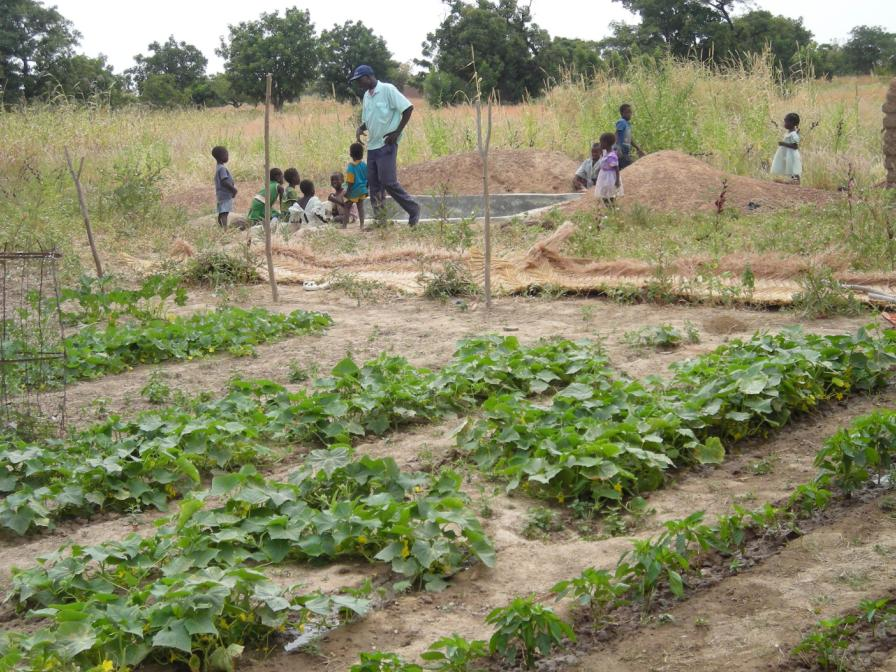
Potager scolaire à l'école de Komsilga
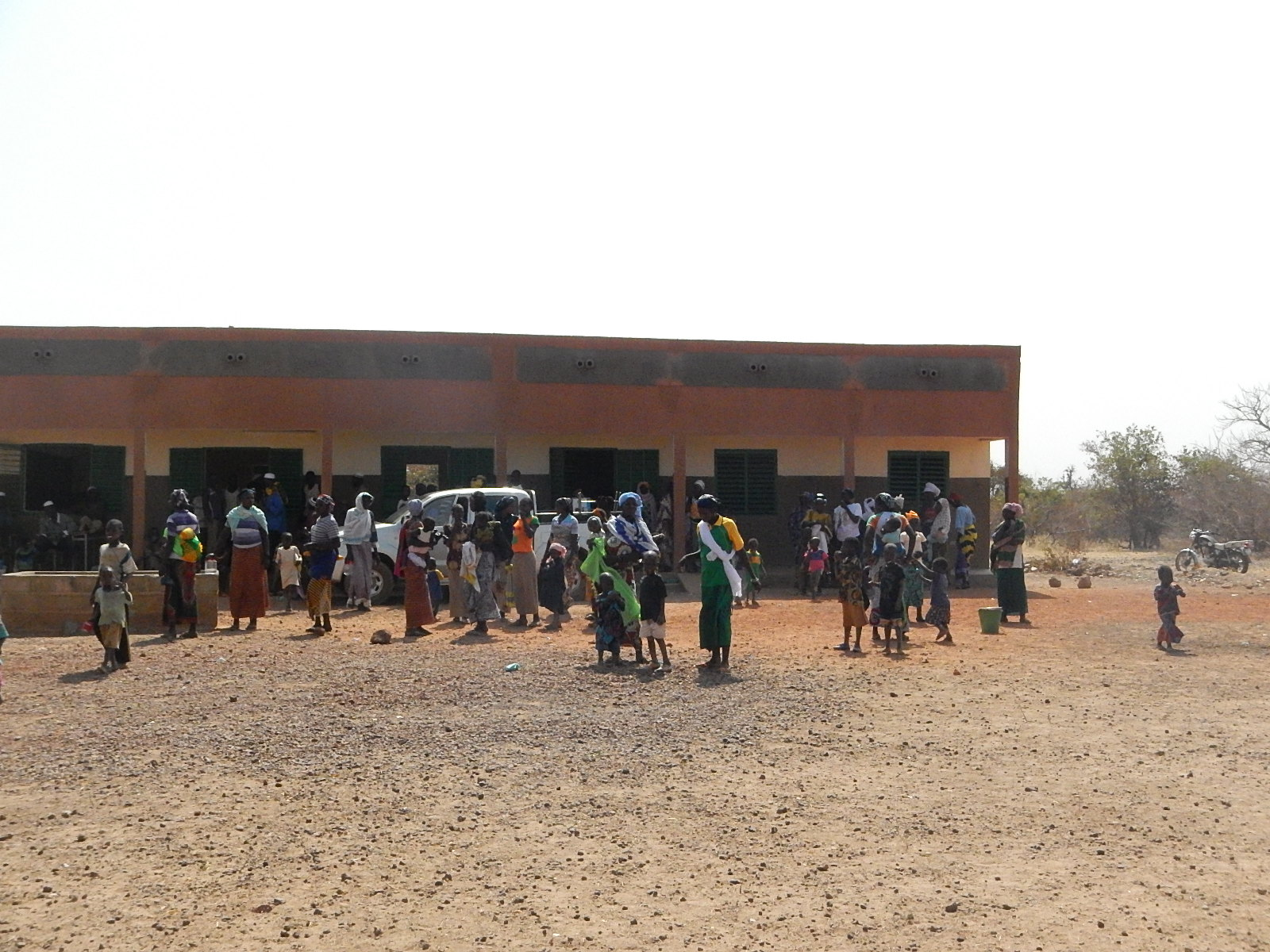
Sortie d'école

## Enseignement secondaire

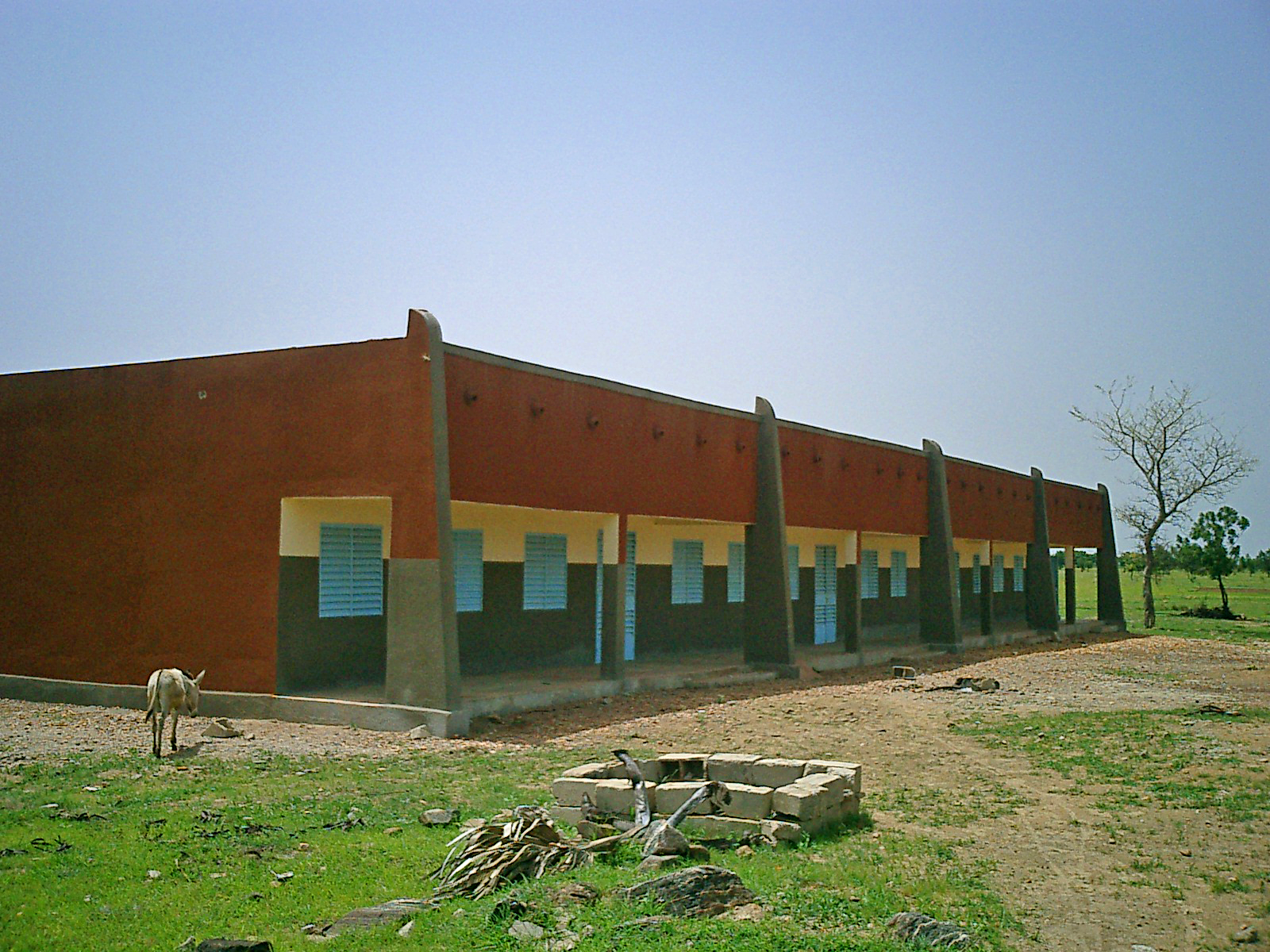
Collège de Dourtenga

Un des problèmes majeurs au Burkina est l'accès à l'enseignement secondaire et supérieur. Ainsi, seulement 10% des élèves ayant obtenu leur Certificat d'étude (du Primaire) avaient la possibilité de passer dans le secondaire en 2013. Malgré les investissements énormes de l'État (16% du budget national) par rapport à des pays voisins, le fossé tarde à se résorber en partie à cause du taux de natalité élevé dans le pays. Il existe plusieurs emplois au secondaire au Burkina Faso. Parmi lesquels nous avons :
Les Attachés et Conseillers d'éducation
Conseillers d’éducation (CE) : ce sont des fonctionnaires de catégorie A1 lorsque recrutés par concours direct et professionnel. Les recrutements externes se font sous contrat à durée indéterminée (CDI) en catégorie A. Ils rédigent un mémoire à la fin de leur formation à l'Ecole normale supérieure. Ils sont indispensables pour le système éducatif Burkinabè. Ils exercent leurs missions principalement dans les collèges et lycées, accompagnés par des Attachés et Assistants d'éducation .

## Enseignement supérieur et universitaire
Trois universités burkinabè font partie du réseau interndirect et professionnel d'enseignement supérieur de l'Agence universitaire de la Francophonie (AUF), parmi plus de nls sont formés à l'ENS. Ils rédigent un mémoire professionnel à la fin de leur formation. Ils sont vus comme les architectes de l'éducation au secondaire Ieuf cents autres centres universitaires à travers le monde:
- l'université Nazi-Boni à Bobo-Dioulasso
- l'université Norbert-Zongo à Koudougou
- l'université Saint-Thomas-d'Aquin à Ouagadougou

Ce partenariat leur permet de proposer à leurs étudiants des échanges et des équivalences avec d'autres membres prestigieux du réseau de l'AUF, tels que l'Institut national polytechnique Félix Houphouët-Boigny de Côte-d'Ivoire, l'Université Senghor d'Égypte, ainsi que des dizaines d'Universités et instituts supérieurs dans le reste de l'Afrique, en Europe, au Canada et en Asie.

## Éducation spécialisée

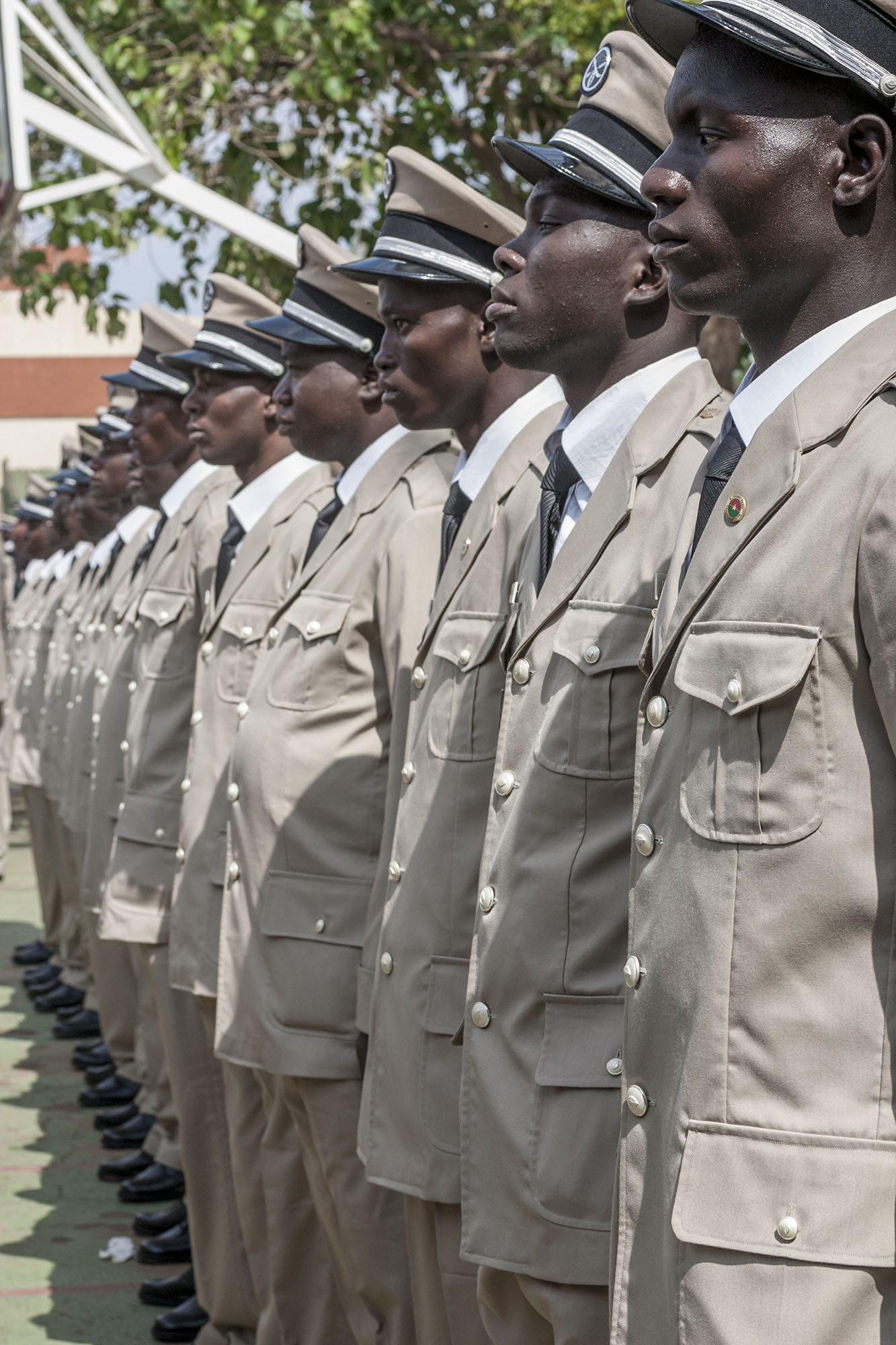
Officiers de l'École des douanes (2011)

## Médersas
L'enseignement islamique (ou coranique) tient le rôle de système éducatif pour certaines minorités du pays depuis le XVIe siècle. Ainsi, ce système parallèle coexiste parfois avec l'enseignement public dans certaines provinces.
Au Burkina, les premières écoles coraniques ont été créées par des Yarse musulmans au XVIe siècle alors que la première medersa n’y a été fondée qu’en 2001. 

### Historique
L’islam a probablement pénétré dans la zone du royaume de Kõnkustẽnga (Burkina Faso) au XVIe siècle pendant le règne de Naaba Kõnkus. C’est pendant cette période que les Yarse de Poese et de Sarana allèrent au Mali apprendre les « sciences islamiques », notamment le Coran, le fiqh et le Tafsir. 
Des écoles coraniques ont ensuite vu le jour, d’abord dans les villages où habitaient les Yarse comme Poese, Sarana, Sommassi ou Zerkoum, puis dans d'autres localités où résident les Moose, par exemple dans le département de Soaw. L’école coranique était alors le seul système éducatif islamique au Moogo jusqu’en 1958. La même année apparu une branche de l’Union Culturelle Musulmane, fondée à Dakar (Sénégal) en 1957 (Guy, 1957) et qui a établi les medersas de Bobo Dioulasso et de Nouna (Audouin et Raymond, 1978).

### Enseignement
Dans certains cas, cet enseignement peut être donné de manière complémentaire à l'enseignement officiel. 
L’éducation religieuse dans les cours des maisons peut être à l’initiative personnelle d’un membre d’une famille: l’enseignant peut être soit un parent soit un étranger. L’objectif étant de faire apprendre aux membres de la famille les préceptes de la religion, les élèves sont en général issus du foyer familial sans distinction d’âge. Les cours sont généralement assurés tous les jours dans l’après-midi ou la nuit, au moment où les enfants sont de retour de l’école française ou du marché (s’ils mènent des activités commerciales).

## Numérique
Depuis les années 2010, l'éducation s'ouvre également au domaine du numérique avec la création d'outils pour une meilleure accessibilité aux connaissances, principalement en dehors du programme scolaire officiel.
En 2018, la plateforme E-éducation est lancée par l'organisme privé Planète Schools. E-Education offre des services à tous les niveaux de l'apprentissage, de la maternelle jusqu’aux grandes écoles et universités.
Des plateformes en ligne de formation supérieure se sont aussi créées dans le pays, regroupant les formations de Bac+2, BTS, DTS Licence, Bachelor, Maîtrise (Master), MBA et Doctorat, Certificats d’Expertise, de Spécialisation, de qualification d'universités et de grandes écoles en Afrique et en Europe.
L’Organisation pour la Promotion de l’Education Nationale (Open Education) fut créée en 2011 à l’initiative de jeunes burkinabés. Cette plateforme dispose d’une base de données numérique incluant: des cours, des devoirs, des livres et exercices de toutes les matières du CP1 à la terminale pour l’enseignement général et technique. En outre OPEN dispose du Wiktionnaire et de Wikipédia hors ligne en français, anglais et allemand (utilisables sans connexion internet). Cette base de données développée en collaboration avec le Ministère chargé de l’Éducation Nationale et de l’Alphabétisation et de la Promotion des Langues Nationales est en fonctionnement.
Par ailleurs, l'Agence universitaire de la Francophonie dispose d'une ancre à Ouagadougou (Centre SYFED) et entretient le Système Francophone d'Édition et de Diffusion - Réseau Électronique Francophone. Elle participe à la formation de personnel et à la diffusion de contenus éducatifs numériques burkinabés.

## Autres structures

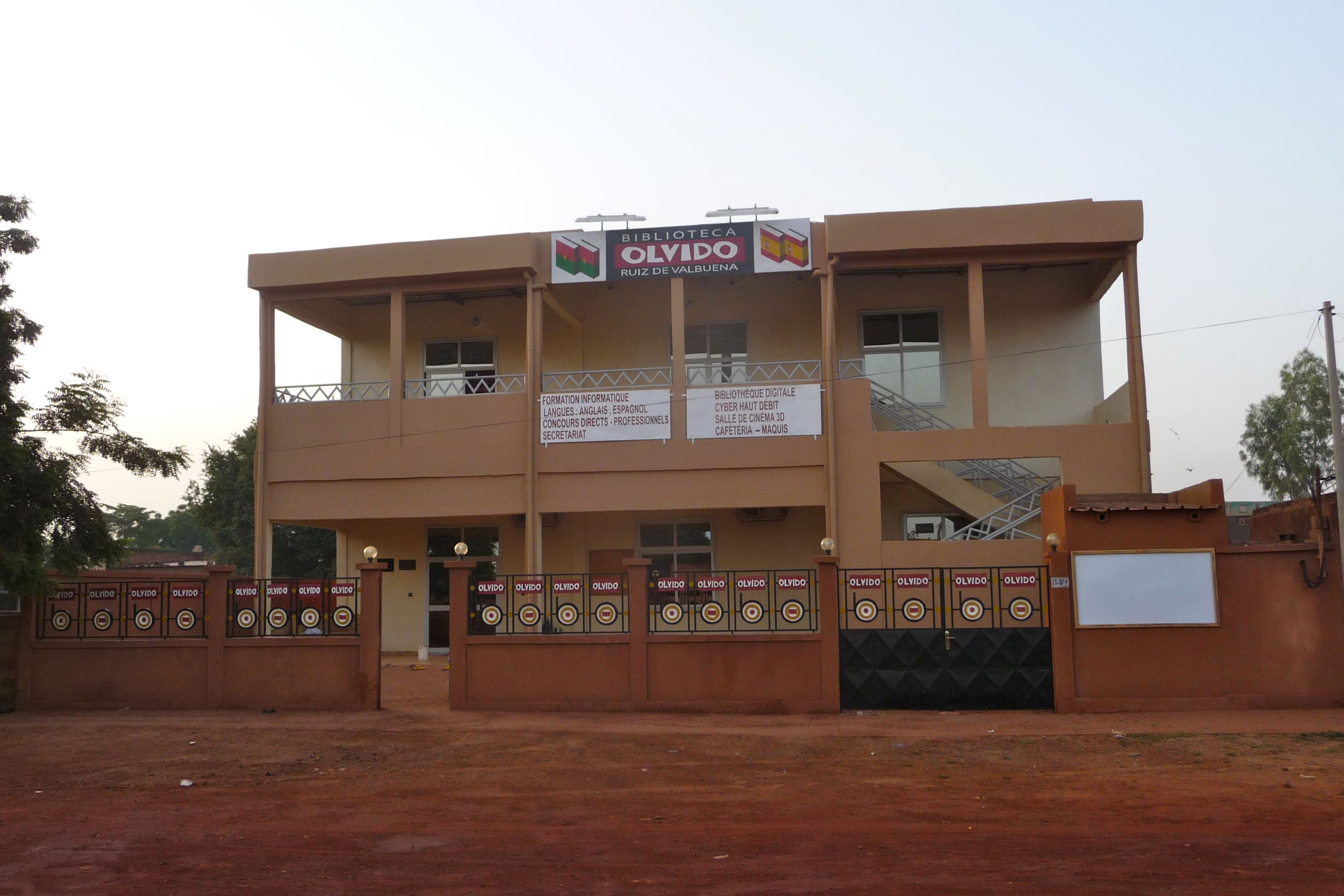
Bibliothèque espagnole Olvido, à Ouahigouya, dans la province du Yatenga.
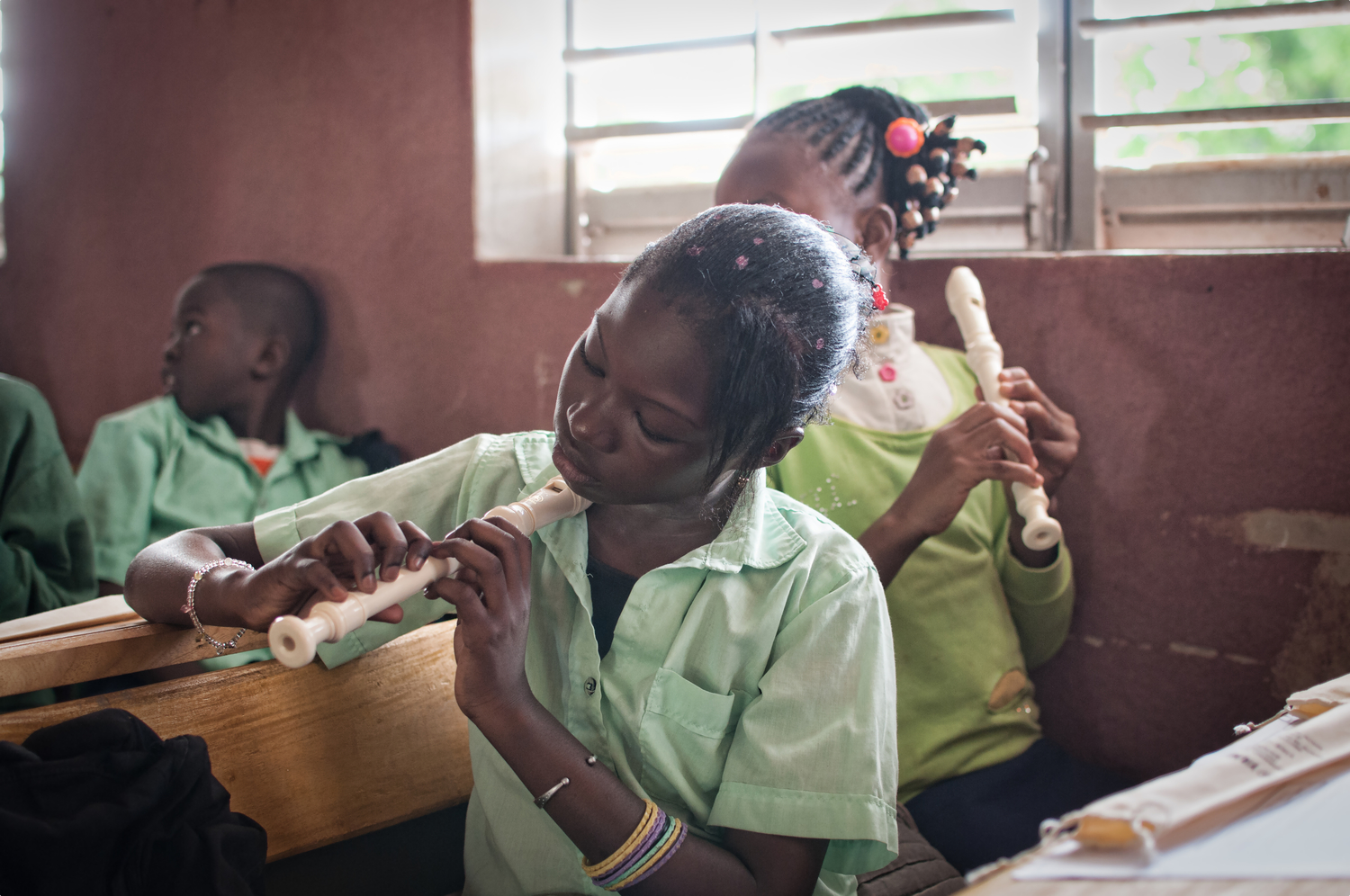
Classe de musique
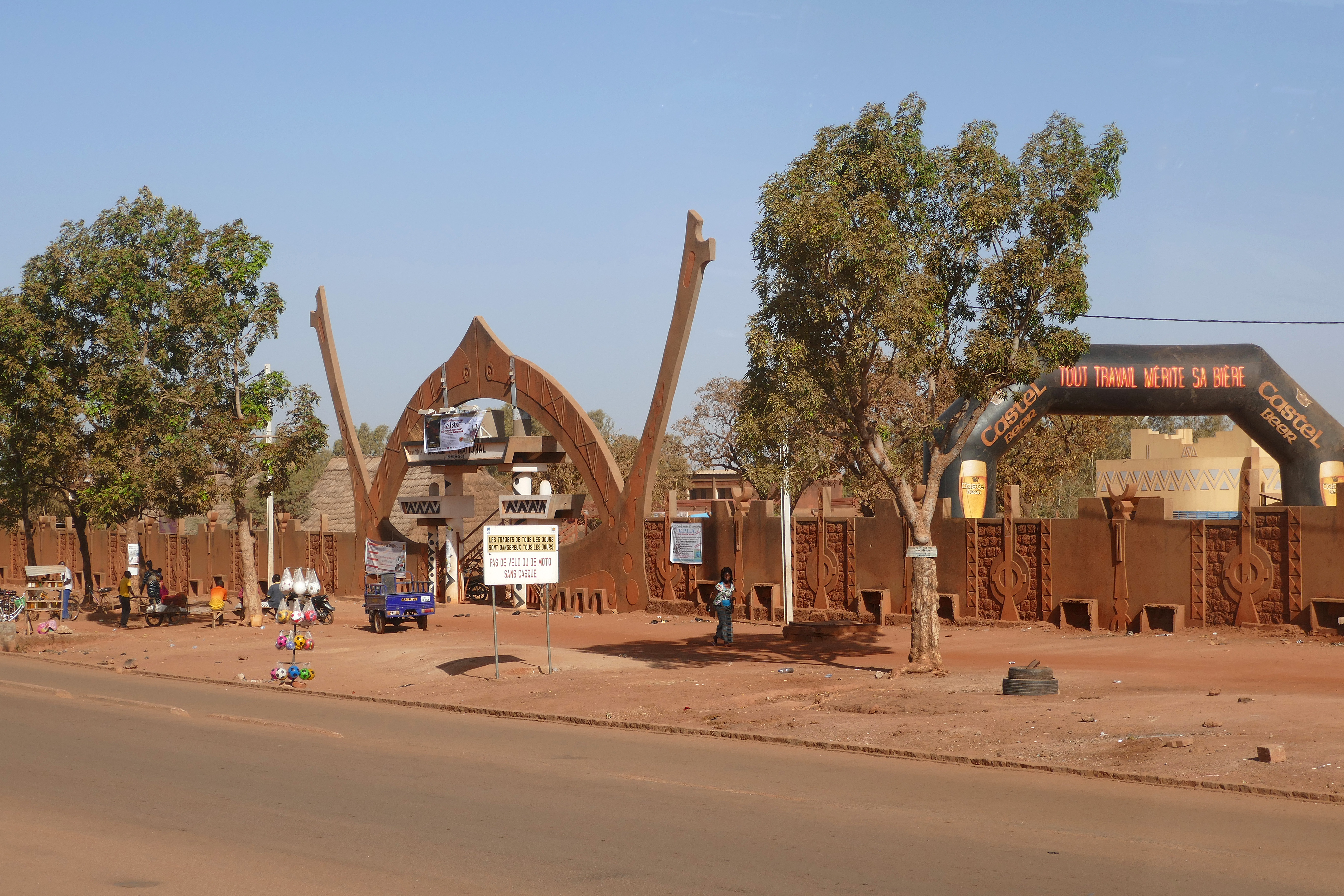
Musée national du Burkina Faso, à Ouagadougou
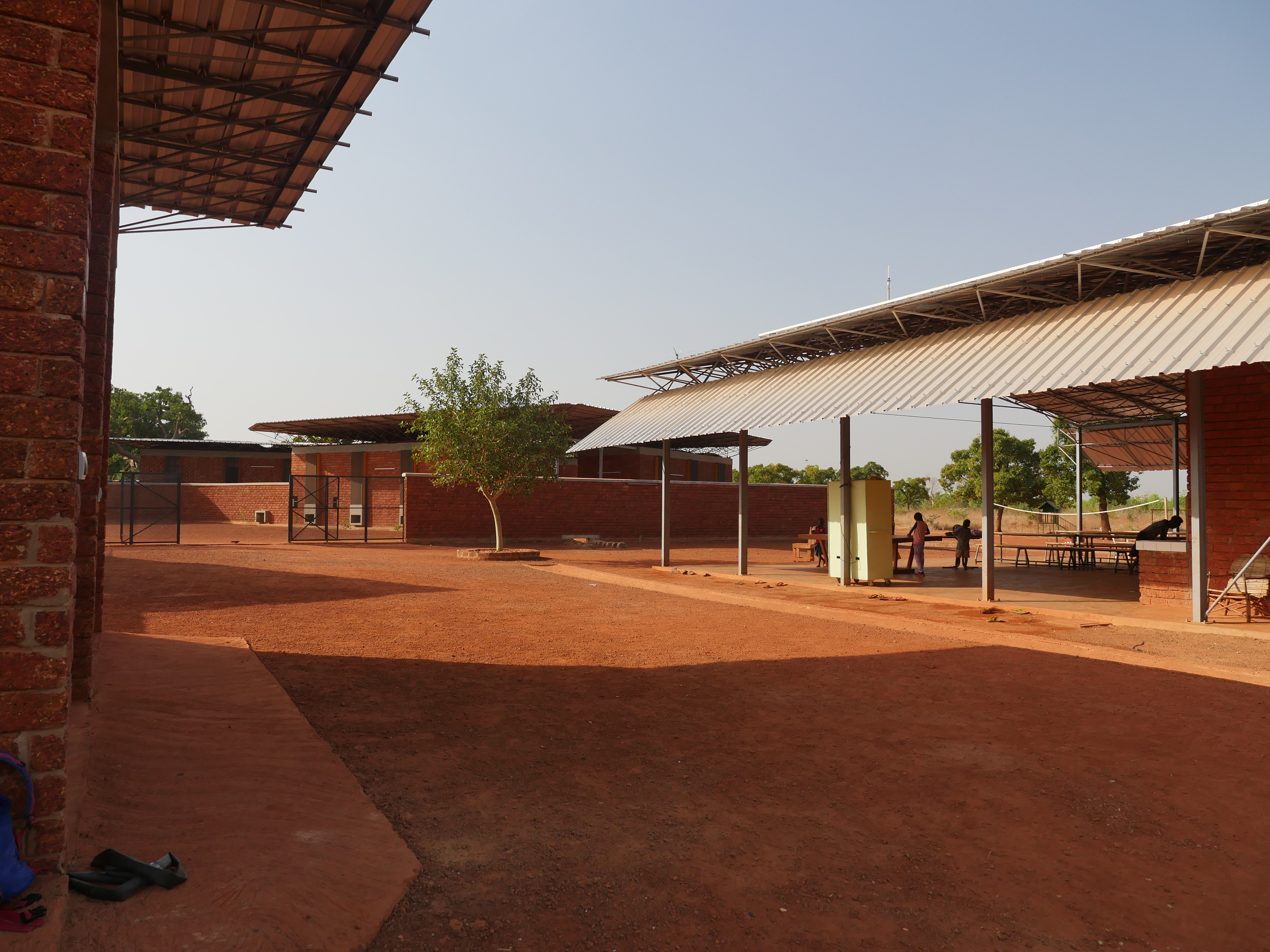
Centre associatif Noomdo, à Youlou
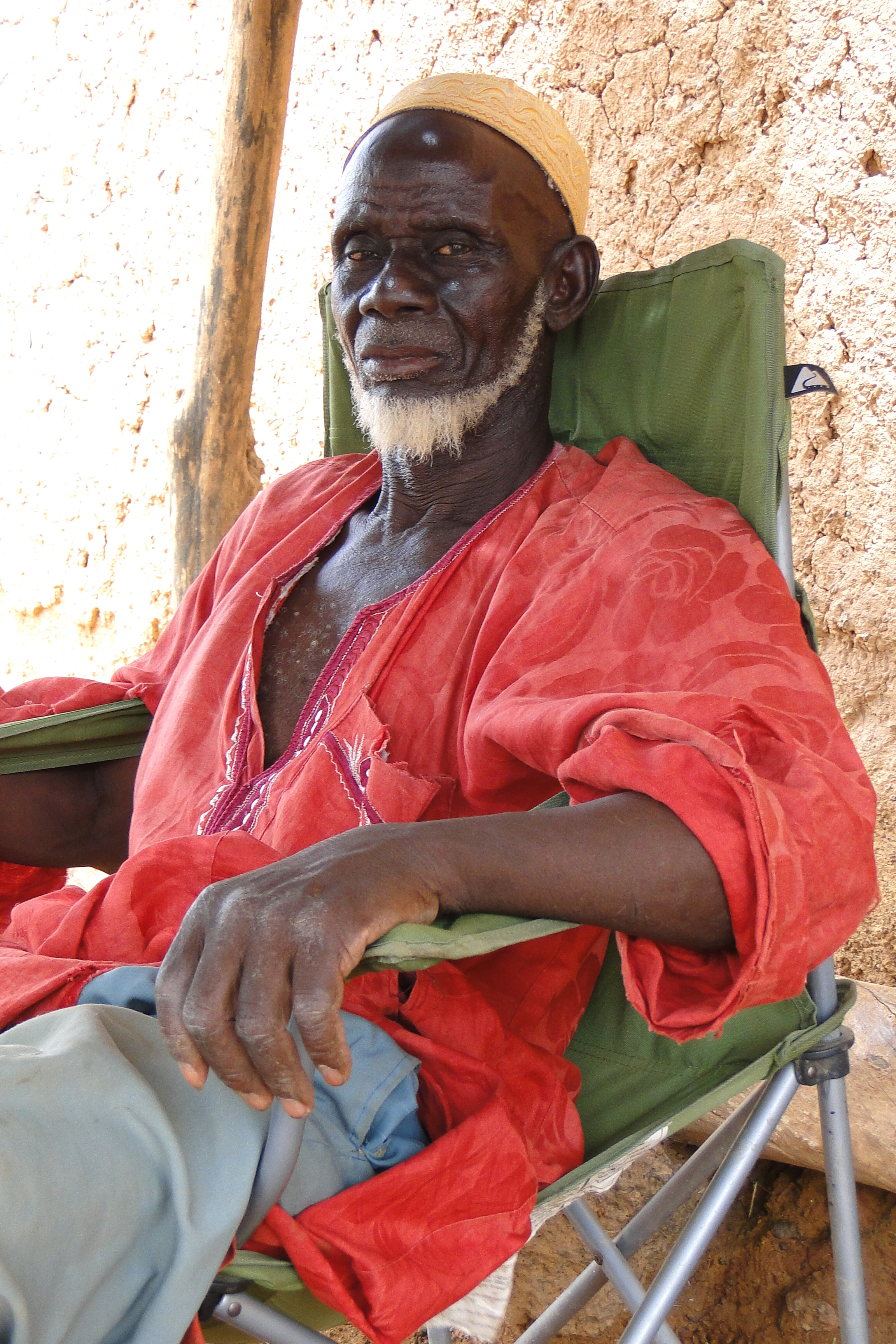
Ancien du village, à Bani - région du Sahel. La tradition orale est très présente au Burkina et se perpétue principalement à travers les anciens, en enseignement familial et communautaire.
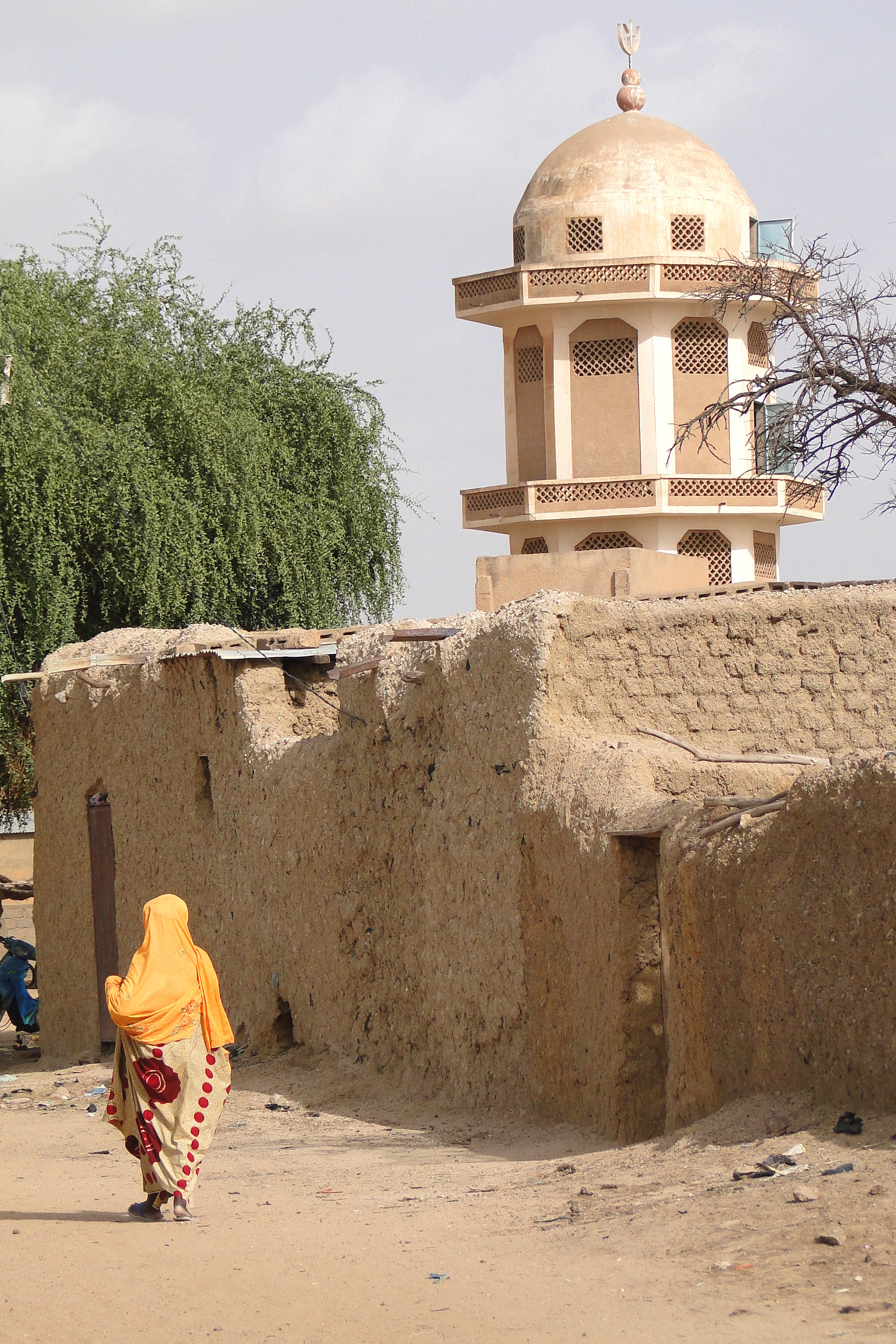
Les mosquées, écoles coraniques et médersas sont des lieux d'éducation pour certaines populations; ici à Dori, région du Sahel
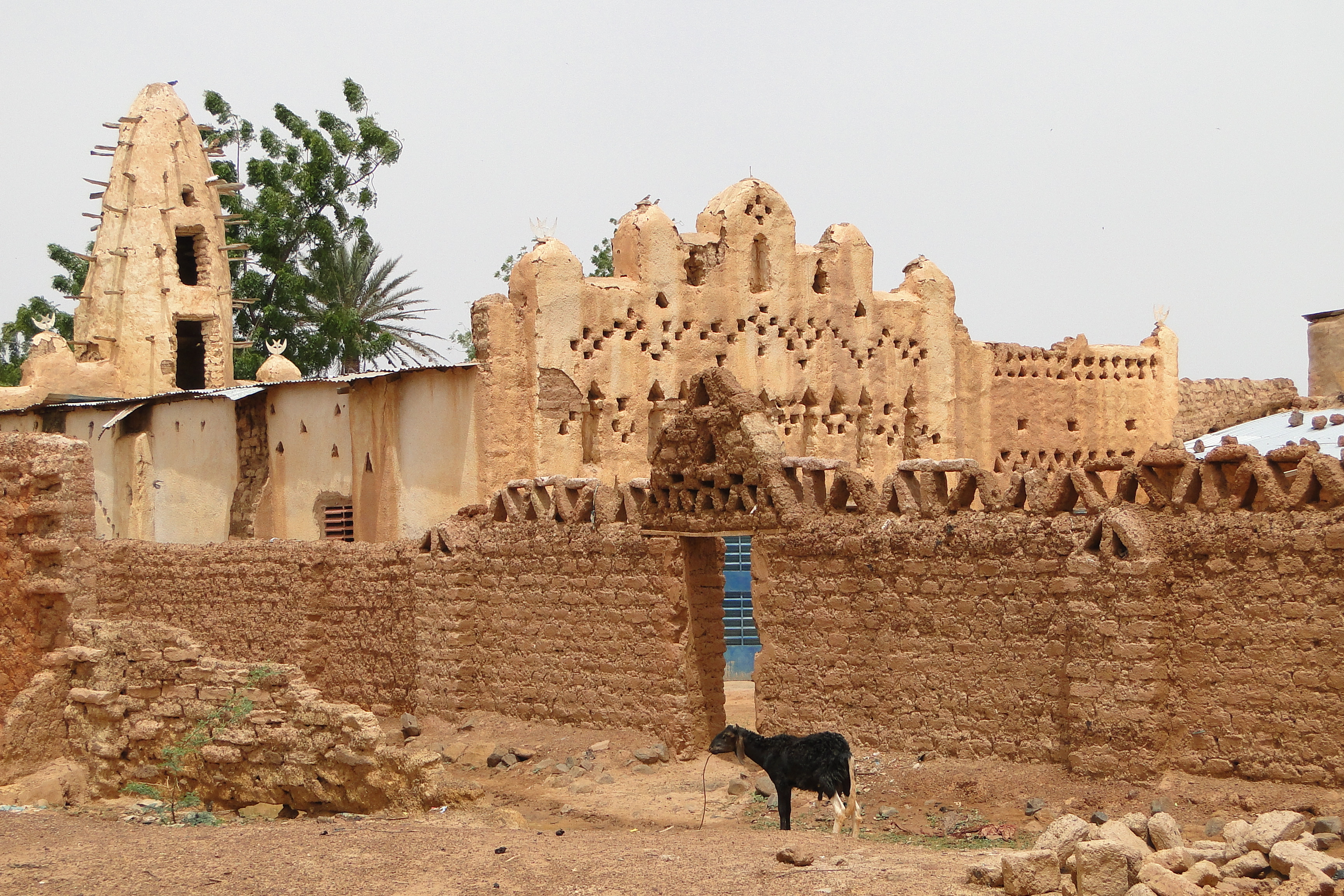
Mosquée de Bani, région du Sahel
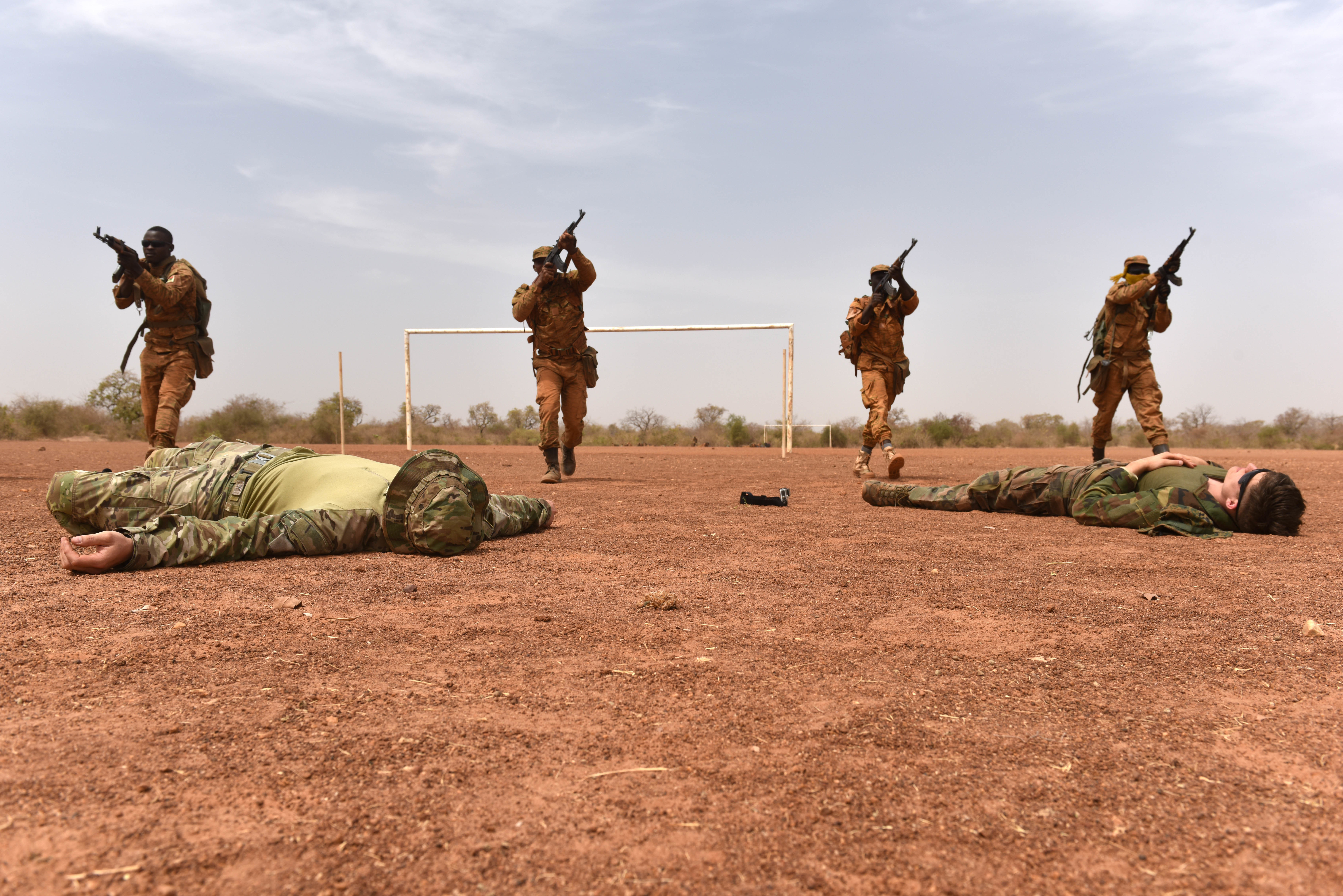
Entraînement militaire au Camp Zagre (2017)
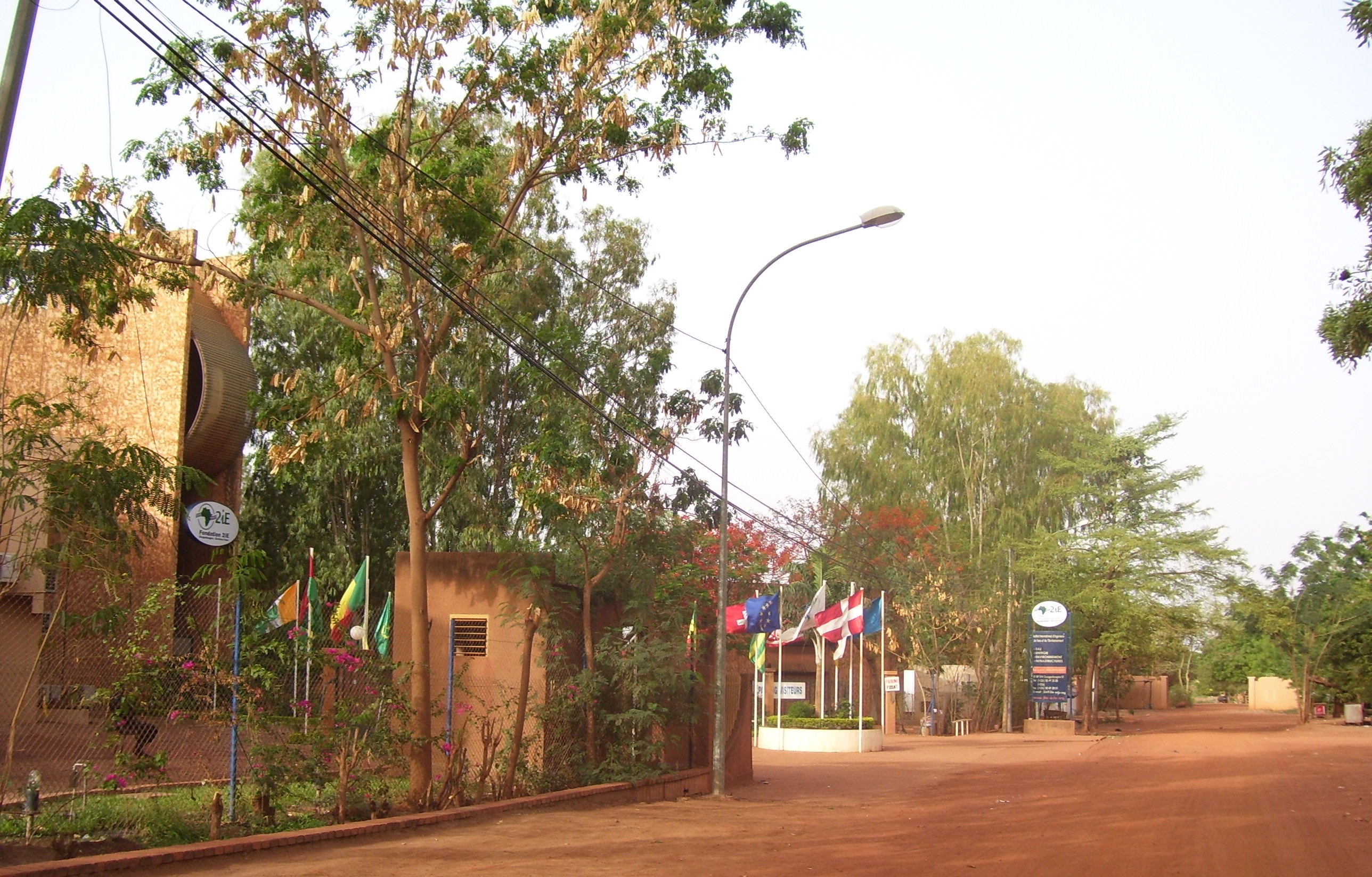
Institut international de l'eau (2iE), Ouagadougou

## Dysfonctionnements
Malgré les progrès effectués depuis les 50 dernières années, de graves dysfonctionnements empêchent encore le système éducatif burkinabè de permettre un accès dit « universel » à l'éducation sur l'ensemble du territoire : 
- manque d'équipements publics d'enseignement (salles de classe, crèches, bisongos, écoles, lycées…)[18], principalement dans les zones rurales/provinciales.
- sous-rémunération du professorat dans l'ensemble du service public[19].
- formations lacunaires dans certains domaines du professorat.
- coût de l'éducation supérieure trop élevé (pour l'État comme pour les étudiants et leurs familles): l'État dépense plus de 200% du PIB par tête pour un étudiant universitaire.
- l'insécurité physique, dans certaines zones (notamment la région Sahel bordant le Mali), ne permet pas d'envisager de bonnes conditions d'enseignement, parfois même obligeant à des déplacements de populations ou une absence totale d'enseignement. Ce qui favorise à son tour une dérive violente des populations concernées.

Deux éléments influent sur la réussite au primaire : le temps de trajet pour se rendre à l’école et le travail des enfants (dans les champs ou à domicile) sont des facteurs négatifs très importants. Ceci, doublé d’un fort taux d'absentéisme des maîtres, a pour effet de réduire le temps scolaire effectif.
En outre, il existe un conflit entre l’éducation issue des savoirs traditionnels et l’éducation dite « moderne ». (Il semblerait que ce conflit s’applique également à d’autres pays africains.) 
Sur 16 millions d’habitants que compte le pays, près de 80 % travaillent dans le secteur primaire (agriculture, élevage, pêche, exploitation forestière/minière…) contre 3,4 % dans le secteur secondaire (industries, construction) et 16,4 % dans le secteur tertiaire (services, tourisme, secteur public, transports, immobilier…). Malgré les efforts des différents acteurs, l’enseignement dans les écoles ne peut s'adapter aux aspirations et aux rythmes des différentes communautés, notamment en milieu rural. Cela signifie pour les enfants que s’ils souhaitent acquérir des connaissances en agriculture, ils sont obligés de manquer l’école lors de la période des semailles. À l'inverse, dans le peuple Peul, si les enfants souhaitent apprendre des notions d’élevage transmises au sein de leur famille ou de leur communauté, ils doivent trouver un moment en dehors de l’école pour le faire car le programme académique n’inclut pas ce type de connaissances. Ce qui implique qu'un nombre important d'élèves se voit « contraint » de manquer plusieurs jours voire semaines d'école cumulés sur une année scolaire.

## Propositions
Outre la correction des dysfonctionnements notés, plusieurs recherches ont montré des voies de développement pour l'enseignement au Burkina :
- Un article publié par Arouna Diabate des universités de Koudougou et de Montpellier préconise l'utilisation des contes oraux pour l'apprentissage des langues dès le primaire[21]:

« les textes de conte, riches au niveau stylistique, narratif et thématique pourraient être mis à profit dans le cadre d’un programme pédagogique pour faciliter les apprentissages en permettant à l’enfant de puiser dans sa culture des éléments adaptés pouvant servir de tremplin pour l’acquisition de nouvelles connaissances. »

L'auteure fait le constat que les contes, qui constituent un genre littéraire généralement prisé par les enfants, sont en nombre insuffisant dans les livres de lecture scolaires ; de plus, ceux issus de la littérature burkinabé ne figurent pas aux programmes scolaires indiqués par le ministère chargé de l'enseignement.
Selon cette même publication, en 2012 la société des auteurs, gens de l’écrit et des savoirs (SAGES) a abordé la question de l’insertion des œuvres burkinabè dans les programmes d’enseignement.

## Financement international

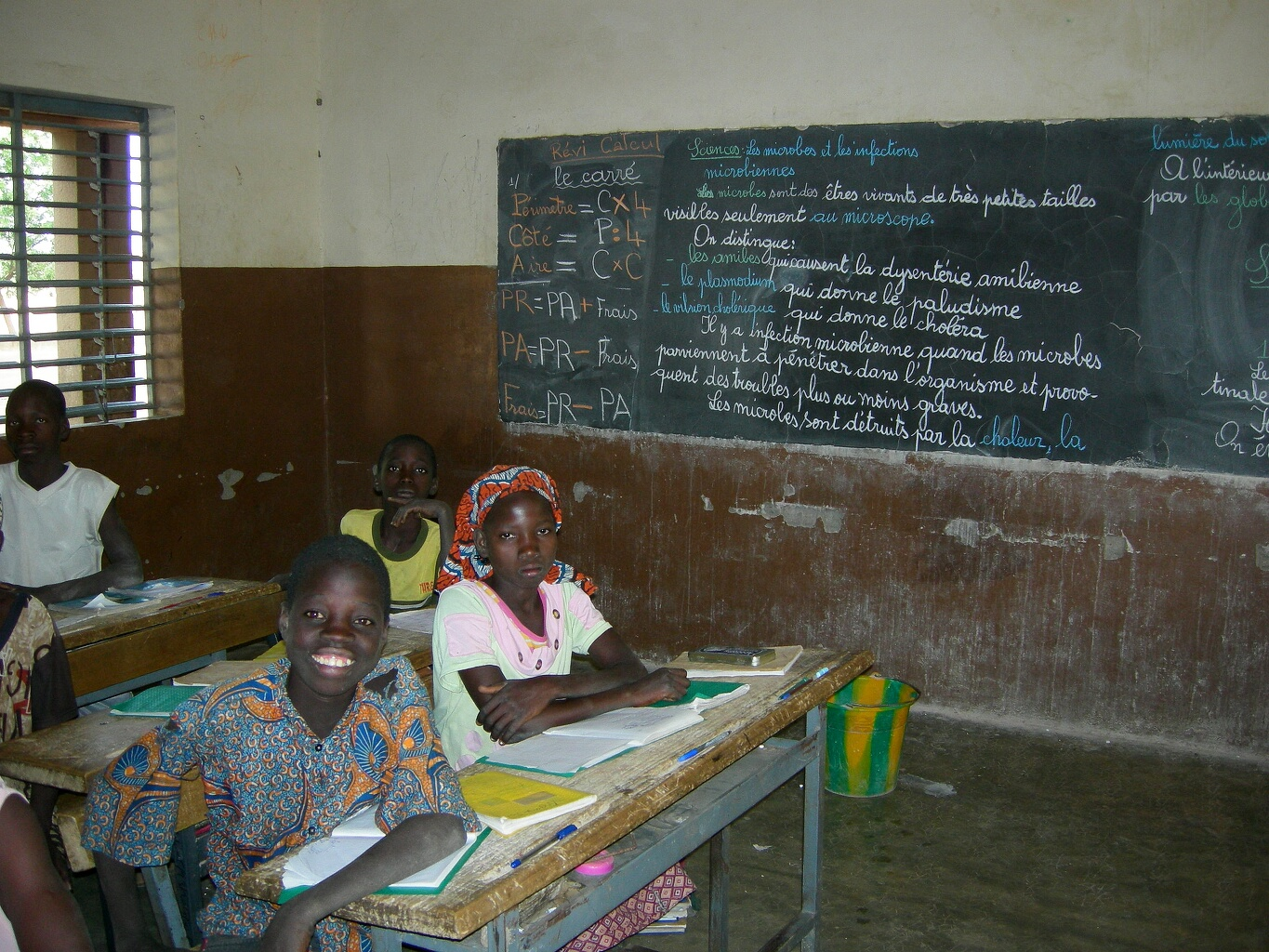
Une classe de l'école publique de Dourtenga

En 2013, six partenaires intervenaient sous forme d’aide budgétaire sectorielle par le biais d’un fonds commun géré sous forme de compte d’affectation spéciale du Trésor (CAST). Ces partenaires sont: l’Agence française de développement (AFD), le Canada, le Danemark, la Suisse, l’Unicef, le Luxembourg. La Délégation de l’Union européenne n’alimente plus le CAST depuis 2007 et intervient sous une autre forme appelée « aide budgétaire générale ».
Outre ces partenaires, le Burkina Faso a bénéficié, au cours de la décennie 2000-2010, d’autres types de fonds qui sont gérés dans le CAST : les fonds catalytiques et les fonds du Partenariat mondial pour l'éducation (PME).
Les fonds catalytiques sont des fonds mis en place par certains bailleurs de fonds, qui viennent en aide aux systèmes éducatifs crédibles dont les ressources apportées par les partenaires ne couvrent pas les besoins. En 2003, après son adhésion à l’initiative Fast Track, le Burkina a introduit une requête pour ce type de financement. Avec un nombre de donateurs déjà relativement élevé dans le secteur de l’éducation, le pays n’a pas été retenu pour un financement par le fonds catalytique (CF) sur la base du critère « orphelin de donateurs ».
Un financement de 33,8 millions de dollars, canalisé au moyen d’un fonds commun pour mieux aligner l’aide des bailleurs, contribue à la mise en œuvre du plan sectoriel de l’éducation du pays pour la période 2017–2030.